# Moehringia villosa
Moehringia villosa är en nejlikväxtart som först beskrevs av Franz Xaver von Wulfen, och fick sitt nu gällande namn av Edward Fenzl. Moehringia villosa ingår i släktet skogsnarvar, och familjen nejlikväxter. Inga underarter finns listade i Catalogue of Life.

## Bildgalleri

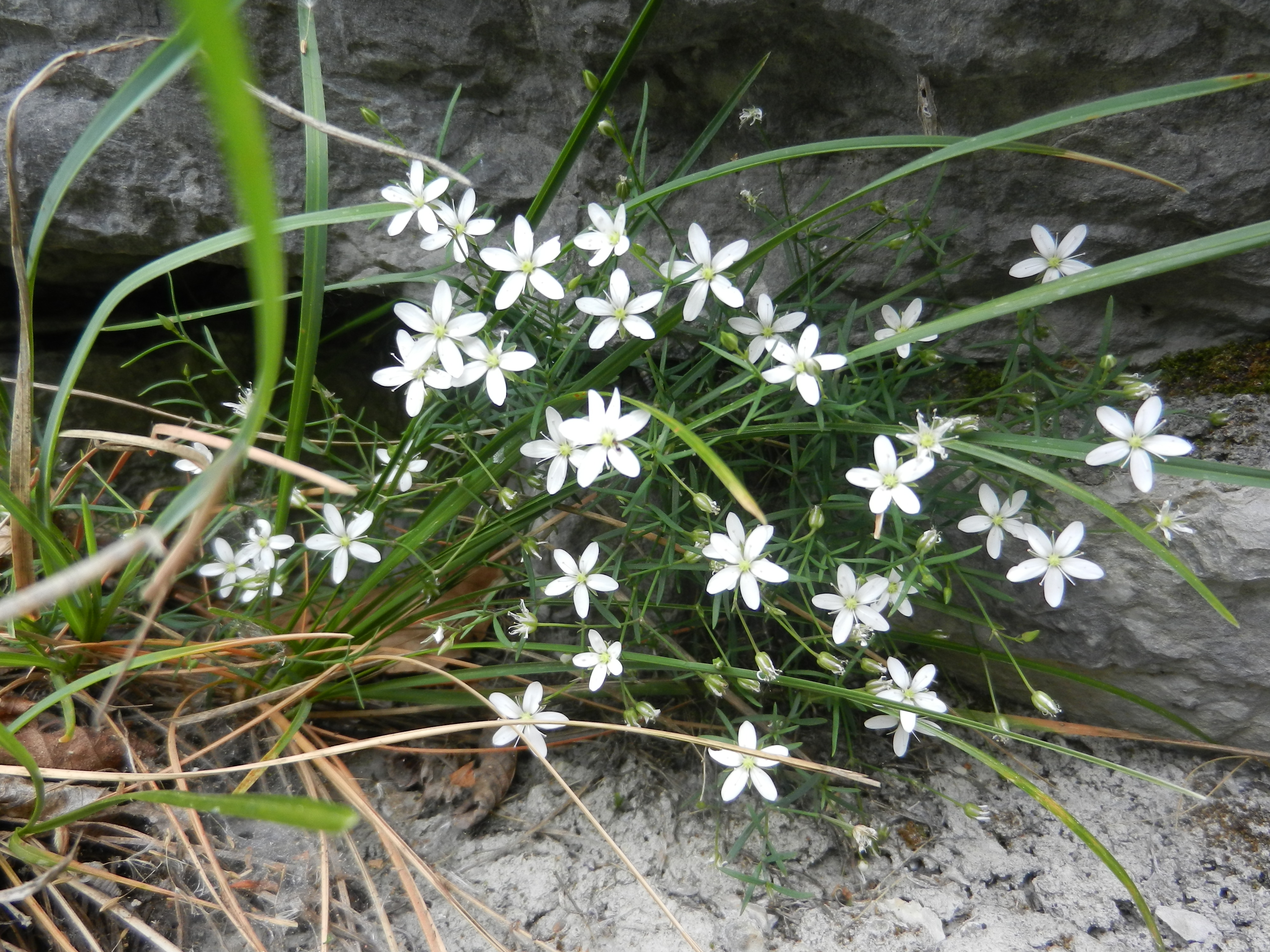